# Коннолли, Гарольд
Гарольд Винсент «Хэл» Коннолли (англ. Harold Vincent "Hal" Connolly; 1 августа 1931, Сомервилл, Массачусетс, США — 18 августа 2010, Catonsville, Балтимор, Мэриленд, США) — американский легкоатлет, метатель молота, олимпийский чемпион.

## Биография
При рождении получил травму руки и первые семь лет жизни прожил с металлической скобой в плече. Как только скоба была удалена, он сломал руку и тем усугубил своё отставание от сверстников, однако сумел преодолеть себя и стать многократным победителем различных соревнований. Участвовал в четырёх Олимпиадах, чемпион Игр 1956 года в Мельбурне в метании молота и рекордсмен мира в этой дисциплине в течение 14 лет, в 1956-68 годах. Выиграл 12 национальных титулов и семь раз бил мировой рекорд.
Большой резонанс вызвал брак спортсмена с чехословацкой метательницей диска Ольгой Фикотовой, с которой они познакомились на мельбурнской Олимпиаде, однако в 1973 году супруги развелись. Впоследствии женился на участнице трех Олимпиад по легкой атлетики Пэт Уинслоу.
По окончании спортивной карьеры до ухода на пенсию в 1999 году работал учителем.

## Участие в Олимпийских играх
- 1956: Мельбурн — 1 место (63,19 м)
- 1960: Рим — 8 место (63,59 м)
- 1964: Токио — 6 место (66,65 м)
- 1968: Мехико — 17 место (65,00 м)